# Zagórz (gromada)
Zagórz – dawna gromada, czyli najmniejsza jednostka podziału terytorialnego Polskiej Rzeczypospolitej Ludowej w latach 1954–1972.
Gromady, z gromadzkimi radami narodowymi (GRN) jako organami władzy najniższego stopnia na wsi, funkcjonowały od reformy reorganizującej administrację wiejską przeprowadzonej jesienią 1954 do momentu ich zniesienia z dniem 1 stycznia 1973, tym samym wypierając organizację gminną w latach 1954–1972.
Gromadę Zagórz z siedzibą GRN w Zagórzu (wówczas wsi) utworzono – jako jedną z 8759 gromad na obszarze Polski – w powiecie sanockim w woj. rzeszowskim na mocy uchwały nr 33/54 WRN w Rzeszowie z dnia 5 października 1954. W skład jednostki weszły obszary dotychczasowych gromad Zagórz, Wielopole, Zasław, Dolina, Stróże Wielkie i Zahutyń ze zniesionej gminy Sanok w tymże powiecie. Dla gromady ustalono 27 członków gromadzkiej rady narodowej.
31 grudnia 1959 (1 stycznia 1960) z gromady Zagórz wyłączono: a) wieś Zahutyń, włączając ją do gromady Olchowce oraz b) wieś Stróże Wielkie, włączając ją do gromady Dąbrówka w tymże powiecie, po czym gromadę Zagórz zniesiono w związku z nadaniem jej statusu osiedla (w skład osiedla weszły miejscowości Zagórz, Dolina, Wielopole i Zasław).
1 listopada 1972, w związku ze zniesieniem powiatu sanockiego, osiedle Zagórz weszło w skład nowo utworzonego powiatu miejskiego Sanok w tymże województwie. 1 lutego 1977, po wyłączeniu z Sanoka, Zagórz otrzymał status miasta; tego samego dnia w województwie krośnieńskim utworzono gminę Zagórz z obszaru zniesionej gminy Tarnawa Górna, sołectwa Mokre z gminy Komańcza oraz sołectw Niebieszczany, Stróże Małe  i Stroże Wielkie z gminy Sanok. Te trzy ostatnie sołectwa już po 2 miesiącach (1 kwietnia 1977) wyłączono z gminy Zagórz i włączono z powrotem do gminy Sanok.